# 托雷拉韦加
托雷拉韦加，是西班牙坎塔布里亚的一个市镇。总面积36平方公里，总人口55477人（2001年），人口密度1541人/平方公里。

## 友好城市
- 法國 罗什福尔